# 松井雄飛
松井 雄飛（まつい ゆうび、1983年2月17日 - ）は、日本の歌手。北海道出身。AB型。

## 来歴
北海道鵡川高等学校時代は野球部に所属。2005年、第17回ジュノン・スーパーボーイ・コンテストのこの年に新設されたロックボーイ部門で初代グランプリを受賞。
東大阪市テーマソング『東大阪めっちゃ元気な「まち」やねん』では、作曲を手がけたつんく（シャ乱Q）、時東ぁみ、稲葉貴子、仁田宏和らと歌った。
2005年11月に「エ・ク・ボ」でアップフロントワークス（ハチャマ）よりメジャーデビュー。
2007年1月に、自身がメインヴォーカルを務めるロックバンド「アクアリウムスターズ」の活動を開始する。

## ディスコグラフィー

### シングル
1. エ･ク･ボ (2005/11/23)